# Værslev Sogn
Værslev Sogn ist eine Kirchspielsgemeinde (dän.: Sogn) auf der dänischen Insel Seeland.
Bis 1970 gehörte sie zur Harde Skippinge Herred im damaligen Holbæk Amt, danach zur Hvidebæk Kommune im Vestsjællands Amt, die wiederum im Zuge der Kommunalreform zum 1. Januar 2007 in der erweiterten Kalundborg Kommune in der Region Sjælland aufgegangen ist.

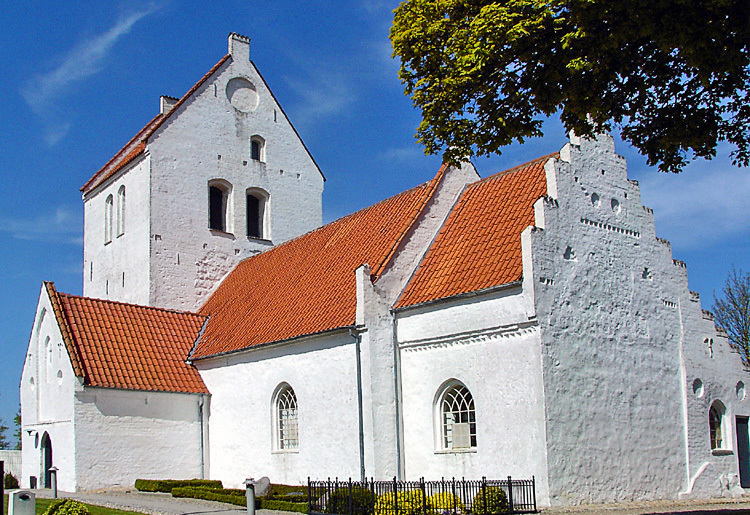
Værslev kirke

Im Kirchspiel leben 443 Einwohner, die „Værslev Kirke“ und die Großsteingräber von Aldersro liegen auf dem Gebiet der Gemeinde.
Nachbargemeinden sind im Nordosten Bregninge-Bjergsted-Alleshave Sogn, im Osten Viskinge-Avnsø Sogn, im Süden Ubby Sogn im Südwesten Rørby Sogn und im Westen Tømmerup Sogn.